# Rafał Kłoczko
Rafał Kłoczko (ur. 28 lipca 1987 w Toruniu) – polski dyrygent, kompozytor i aranżer, od 2021 dyrektor Filharmonii Zielonogórskiej im. Tadeusza Bairda.
Pomysłodawca festiwalu „#Laboratorium Piosenki”. Dyrektor festiwali: „Międzynarodowy Festiwal Muzyczny im. Tadeusza Bairda”, „Miesiąc Kobiet”. Założyciel Chóru Filharmonii Zielonogórskiej. Doświadczenie międzynarodowe zdobywał m.in. podczas Salzburger Festspiele czy stażu w Operze Wiedeńskiej (Wiener Staatsoper). Powołany przez Ministrę Kultury i Dziedzictwa Narodowego Hannę Wróblewską do Rady ds. Instytucji Artystycznych IV kadencji.

## Działalność dyrygencka
W 2014 był pomysłodawcą i dyrygentem polskiej realizacji opery Francesca da Rimini Siergieja Rachmaninowa. Rok później kierował realizacją muzyczną oraz dyrygował operę Eros and Psyche Ludomira Różyckiego.
Dwukrotnie był laureatem prestiżowego programu „kompozytor-rezydent” organizowanego przez Narodowy Instytut Muzyki i Tańca: w sezonie 2013/2014, współpracując z Toruńską Orkiestra Symfoniczną, oraz w sezonie 2015/2016, kiedy współpracował z Cappella Gedanensis.
Ważnym punktem było zaproszenie do współpracy przy premierze „Die Liebe der Danae” Richarda Straussa pod batutą Franza Welser-Mösta podczas festiwalu Salzburger Festspiele 2016. Rozpoczął później współpracę z Operą Śląską: „Traviata” G.Verdiego w reż. M. Znanieckiego i „Księżniczka Czardasza” I. Kálmána w reż. P. Partum. Następnie w Teatrze Wielkim – Operze Narodowej w Warszawie pracował m.in. przy „Halce wileńskiej” S. Moniuszki w reż. A. Glińskiej i „Królu Rogerze” K. Szymanowskiego w reż. M. Trelińskiego. Współpracował z Ł. Borowiczem w przygotowaniu premiery 4-aktowej „Halki” S. Moniuszki w reż. M. Trelińskiego w Theater an der Wien z udziałem P. Beczały i T. Koniecznego. Spektakl ten, po jego przeniesieniu na warszawską scenę poprowadził w październiku 2020 r. Współpracował z Operą Królewską La Monnaie w Brukseli.
Był kierownikiem muzycznym premiery „Jawnuta” Stanisława Moniuszki w Teatrze Wielkim w Poznaniu. Spektakl został uhonorowany nagrodą International Opera Awards 2023 w kategorii „dzieło odkryte na nowo”.

## Twórczość kompozytorska i aranżerska[23]
Jest autorem szeregu utworów okolicznościowych (jak fanfary czy kantaty), stworzył Pasję na 5 solistów, chór i orkiestrę, jest współautorem kompozycji Requiem za Biesłan napisanej wraz z innymi uczniami Zespołu Szkół Muzycznych w Toruniu, studentami kompozycji. Komponował i współpracował przy tworzeniu takich spektakli jak Balladyna i Maszyneria Mitu w reż. Tomasza Podsiadłego, Brzydkie Kaczątko w reż. Romualda Wiczy-Pokojskiego (Teatr Miniatura w Gdańsku), opera dla dzieci Chcę śpiewać, ale… nie mam gdzie (Warszawska Opera Kameralna), scen baletowych Mikołaj w Mikołajki (Opera Wrocławska), spektaklu Przygody Stasia Moniuszki.
Jest autorem szeregu aranżacji i orkiestracji. Wielokrotnie tworzył opracowanie zaginionych partytur na podstawie wyciągu fortepianowego lub zachowanych fragmentów. Jest autorem rekonstrukcji partytur m.in.: Henryka Skirmuntta, Henryka Jareckiego czy Konstantego Gorskiego. Dyrygował „Norwidowskie Theatrum Mundi”.

## Nagrody i odznaczenia
- 2025 – medal "Zasłużony dla Kultury Polskiej"[36]
- 2023 – International Opera Awards w kategorii „Dzieło odkryte na nowo” za spektakl „Jawnuta” Stanisława Moniuszki (kierownictwo muzyczne)[37]
- 2023 – nominacja do Koryfeusza Muzyki Polskiej[38]
- 2011 – tytuł „Najlepszego Studenta Trójmiasta” przyznawany przez Stowarzyszenie Czerwonej Róży[39]
- 2008 – wyróżnienie na XVI Ogólnopolskim Konkursie Kompozytorskim im. Adama Didura[40]
- 2009 – I nagroda na XVII Ogólnopolskim Konkursie Kompozytorskim im. Adama Didura[40]